# Campionatul Mondial de Gimnastică Artistică din 2007
Campionatul Mondial de Gimnastică Artistică din 2007 s-a desfășurat în perioada 1–9 septembrie 2007 la Stuttgart în Germania.

## Medaliați
| Probă             | Aur | Argint                                                                                            | Bronz |
| Masculin          | |                                                                                                   | |
| Echipe            | China Yang Wei Huang Xu Chen Yibing Xiao Qin Zou Kai Liang Fuliang                                               | Japonia Hisashi Mizutori Hiroyuki Tomita Yosuke Hoshi Makoto Okiguchi Takuya Nakase Shun Kuwahara | Germania Fabian Hambüchen Eugen Spiridonov Robert Juckel Marcel Nguyen Thomas Angergassen Philipp Boy              |
| Individual compus | Yang Wei (CHN)                                                                                                   | Fabian Hambüchen (GER)                                                                            | Hisashi Mizutori (JPN)                                                                                             |
| Sol               | Diego Hypólito (BRA)                                                                                             | Gervasio Deferr (ESP)                                                                             | Hisashi Mizutori (JPN)                                                                                             |
| Cal cu mânere     | Xiao Qin (CHN)                                                                                                   | Krisztián Berki (HUN)                                                                             | Louis Smith (GBR)                                                                                                  |
| Inele             | Chen Yibing (CHN)                                                                                                | Yuri van Gelder (NED)                                                                             | Yordan Yovchev (BUL)                                                                                               |
| Sărituri          | Leszek Blanik (POL)                                                                                              | Daniel Popescu (ROU)                                                                              | Ri Se-gwang (PRK)                                                                                                  |
| Paralele          | Mitja Petkovšek (SLO) · Kim Dae-eun (KOR)                                                                        | N/A                                                                                               | Anton Fokin (UZB)                                                                                                  |
| Bară fixă         | Fabian Hambüchen (GER)                                                                                           | Aljaž Pegan (SLO)                                                                                 | Hisashi Mizutori (JPN)                                                                                             |
| Feminin           | |                                                                                                   | |
| Echipe            | Statele Unite ale Americii Shawn Johnson Alicia Sacramone Nastia Liukin Shayla Worley Samantha Peszek Ivana Hong | China Cheng Fei Jiang Yuyuan Yang Yilin Li Shanshan Xiao Sha He Ning                              | România · Steliana Nistor · Sandra Izbașa · Cătălina Ponor · Daniela Druncea · Cerasela Pătrașcu · Andreea Grigore |
| Individual compus | Shawn Johnson (USA)                                                                                              | Steliana Nistor (ROU)                                                                             | Jade Barbosa (BRA) · Vanessa Ferrari (ITA)                                                                         |
| Sărituri          | Cheng Fei (CHN)                                                                                                  | Hong Su Jong (PRK)                                                                                | Alicia Sacramone (USA)                                                                                             |
| Paralele inegale  | Ksenia Semenova (RUS)                                                                                            | Nastia Liukin (USA)                                                                               | Yang Yilin (CHN)                                                                                                   |
| Bârnă             | Nastia Liukin (USA)                                                                                              | Steliana Nistor (ROU) · Li Shanshan (CHN)                                                         | N/A |
| Sol               | Shawn Johnson (USA)                                                                                              | Alicia Sacramone (USA)                                                                            | Cassy Vericel (FRA)                                                                                                |

## Clasament pe medalii
| Loc | Țară                       | Aur | Argint | Bronz | Total |
| --- | -------------------------- | --- | ------ | ----- | ----- |
| 1   | China                      | 5   | 2      | 1     | 8     |
| 2   | Statele Unite ale Americii | 4   | 2      | 1     | 7     |
| 3   | Germania                   | 1   | 1      | 1     | 3     |
| 4   | Slovenia                   | 1   | 1      | 0     | 2     |
| 5   | Brazilia                   | 1   | 0      | 1     | 2     |
| 6   | Polonia                    | 1   | 0      | 0     | 1     |
| 6   | Rusia                      | 1   | 0      | 0     | 1     |
| 6   | Coreea de Sud              | 1   | 0      | 0     | 1     |
| 9   | România                    | 0   | 3      | 1     | 4     |
| 10  | Japonia                    | 0   | 1      | 3     | 4     |
| 11  | Coreea de Nord             | 0   | 1      | 1     | 2     |
| 12  | Ungaria                    | 0   | 1      | 0     | 1     |
| 12  | Țările de Jos              | 0   | 1      | 0     | 1     |
| 12  | Spania                     | 0   | 1      | 0     | 1     |
| 15  | Bulgaria                   | 0   | 0      | 1     | 1     |
| 15  | Franța                     | 0   | 0      | 1     | 1     |
| 15  | Italia                     | 0   | 0      | 1     | 1     |
| 15  | Marea Britanie             | 0   | 0      | 1     | 1     |
| 15  | Uzbekistan                 | 0   | 0      | 1     | 1     |

## Legături externe
- en  enbw-turn-wm.de, site-ul oficial